# Mitchel Bakker
Pour les articles homonymes, voir Bakker.
Mitchel Bakker, né le 20 juin 2000 à Purmerend, est un footballeur néerlandais qui évolue au poste de défenseur à l'Atalanta Bergame. Il est le fils du footballeur néerlandais Edwin Bakker.

## Biographie

### Jong Ajax & Ajax Amsterdam
Joueur régulier de l'équipe du Jong Ajax, il devient notamment champion de deuxième division avec elle lors de la saison 2017/18.
Il a fait ses débuts avec l'équipe première de l'Ajax Amsterdam la saison suivante, lors du match de coupe remporté 0-7 contre le HVV Te Werve (en), jouant par la suite également le match de coupe gagné 3-0 contre les Go Ahead Eagles.
Censé partir au Paris Saint-Germain lors de la trêve hivernale de la saison 2018/19, ce transfert n'est pas effectué à temps en raison de retards administratifs.

### Paris Saint-Germain
À l'été 2019, dès la fin de son contrat avec l'Ajax, il part gratuitement pour le Paris Saint-Germain. Bakker fait ses débuts avec Paris le 29 janvier 2020, lors du match de coupe contre le Pau FC, il entre en jeu après une blessure au genou de Colin Dagba au poste de latéral droit. Titulaire pour la première fois avec le PSG lors du tour suivant de la coupe de France face à Dijon, il fait ses débuts en championnat le 15 février, titularisé au poste de latéral droit contre Amiens.
Le 24 juillet 2020, Bakker est titulaire en tant que numéro 25 lors de la finale de la Coupe de France, remportée 1-0 face à l’AS Saint-Étienne, puis une semaine plus tard en Coupe de la ligue contre Lyon, sur le côté gauche d'une équipe parisienne victorieuse.

### Bayer Leverkusen
Le 12 juillet 2021, Bakker quitte le PSG et signe un contrat de 4 ans au Bayer Leverkusen contre un montant de 7 millions d'euros.

### Atalanta Bergame
Le 7 juillet 2023, Bakker quitte le Bayer Leverkusen et signe un contrat de 4 ans à l'Atalanta Bergame contre un montant de 10 millions d'euros plus 1 de bonus.

#### Prêt au Lille OSC
Pour la saison 2024-2025, Mitchel Bakker est prêté au LOSC Lille. Il est notamment titulaire lors de la victoire historique de Lille face au Real Madrid, dans une position juste au-dessus de l'arrière-gauche, permettant de défendre à 5. Trois jours plus tard, il entre en jeu et ouvre son compteur de buts dans sa nouvelle équipe face à Toulouse. Puissance, polyvalence, implication et sang-froid sont des caractéristiques de son jeu lillois.

### Équipe nationale
International dans les catégories de jeune néerlandaises, il participe notamment au championnat d'Europe des moins de 17 ans en 2017, où les Pays-Bas arrivent jusqu'en quart de finale, battus par l'Allemagne 2-1.
Il devient par la suite également un cadre de l'équipe des moins de 19 ans, délivrant notamment trois passes décisives en sept matchs.
Le 4 septembre 2020, il est sélectionné avec les Pays-Bas espoirs pour les tours de qualification de l’euro espoirs 2020.

## Statistiques
| Saison                | Club                  | Championnat           | Championnat | Championnat | Championnat | Coupe nationale | Coupe nationale | Coupe nationale | Coupe de la Ligue | Coupe de la Ligue | Coupe de la Ligue | Compétition(s) continentale(s) | Compétition(s) continentale(s) | Compétition(s) continentale(s) | Compétition(s) continentale(s) | Supercoupe de l'UEFA | Supercoupe de l'UEFA | Supercoupe de l'UEFA | Total | Total | Total |
| Saison                | Club                  | Division              | M.          | B.          | P.d.        | M.              | B.              | P.d.            | M.                | B.                | P.d.              | Comp.                          | M.                             | B.                             | P.d.                           | M.                   | B.                   | P.d.                 | M.    | B.    | P.d.  |
| 2017-2018             | Jong Ajax             | Eerste Divisie        | 15          | 0           | 2           | -               | -               | -               | -                 | -                 | -                 | -                              | -                              | -                              | -                              | -                    | -                    | -                    | 15    | 0     | 2     |
| 2018-2019             | Jong Ajax             | Eerste Divisie        | 22          | 0           | 3           | -               | -               | -               | -                 | -                 | -                 | -                              | -                              | -                              | -                              | -                    | -                    | -                    | 22    | 0     | 3     |
| Sous-total            | Sous-total            | Sous-total            | 37          | 0           | 5           | -               | -               | -               | -                 | -                 | -                 | -                              | -                              | -                              | -                              | -                    | -                    | -                    | 37    | 0     | 5     |
| 2018-2019             | Ajax Amsterdam        | Eredivisie            | -           | -           | -           | 2               | 0               | 0               | -                 | -                 | -                 | C1                             | -                              | -                              | -                              | -                    | -                    | -                    | 2     | 0     | 0     |
| 2019-2020             | Paris Saint-Germain   | Ligue 1               | 1           | 0           | 0           | 3               | 0               | 0               | 1                 | 0                 | 0                 | C1                             | 0                              | 0                              | 0                              | -                    | -                    | -                    | 5     | 0     | 0     |
| 2020-2021             | Paris Saint-Germain   | Ligue 1               | 26          | 0           | 2           | 4               | 0               | 0               | -                 | -                 | -                 | C1                             | 10                             | 0                              | 0                              | -                    | -                    | -                    | 40    | 0     | 2     |
| Sous-total            | Sous-total            | Sous-total            | 27          | 0           | 2           | 7               | 0               | 0               | 1                 | 0                 | 0                 | -                              | 10                             | 0                              | 0                              | -                    | -                    | -                    | 45    | 0     | 2     |
| 2021-2022             | Bayer Leverkusen      | Bundesliga            | 25          | 1           | 4           | 1               | 0               | 0               | -                 | -                 | -                 | C3                             | 4                              | 0                              | 1                              | -                    | -                    | -                    | 30    | 1     | 5     |
| 2022-2023             | Bayer Leverkusen      | Bundesliga            | 28          | 3           | 2           | 1               | 0               | 0               | -                 | -                 | -                 | C1+C3                          | 5+6                            | 0+1                            | 0+0                            | -                    | -                    | -                    | 40    | 4     | 2     |
| Sous-total            | Sous-total            | Sous-total            | 53          | 4           | 6           | 2               | 0               | 0               | -                 | -                 | -                 | -                              | 15                             | 1                              | 1                              | -                    | -                    | -                    | 70    | 5     | 7     |
| 2023-2024             | Atalanta Bergame      | Serie A               | 14          | 1           | 0           | 1               | 0               | 0               | -                 | -                 | -                 | C3                             | 5                              | 0                              | 0                              | -                    | -                    | -                    | 20    | 1     | 0     |
| 2024-2025             | Atalanta Bergame      | Serie A               | 1           | 0           | 0           | -               | -               | -               | -                 | -                 | -                 | C1                             | 0                              | 0                              | 0                              | 1                    | 0                    | 0                    | 2     | 0     | 0     |
| Sous-total            | Sous-total            | Sous-total            | 15          | 1           | 0           | 1               | 0               | 0               | -                 | -                 | -                 | -                              | 5                              | 0                              | 0                              | 1                    | 0                    | 0                    | 22    | 1     | 0     |
| 2024-2025             | Lille OSC (prêt)      | Ligue 1               | 24          | 3           | 2           | 3               | 0               | 0               | -                 | -                 | -                 | C1                             | 8                              | 1                              | 0                              | 0                    | 0                    | 0                    | 35    | 4     | 2     |
| Total sur la carrière | Total sur la carrière | Total sur la carrière | 156         | 7           | 15          | 15              | 0               | 0               | 1                 | 0                 | 0                 | -                              | 38                             | 2                              | 1                              | 1                    | 0                    | 0                    | 211   | 9     | 16    |

## Palmarès

### En club
| Ajax II (1)                         | Paris Saint-Germain (5) | Atalanta Bergame (1)                                                  |
| ----------------------------------- | --- | --------------------------------------------------------------------- |
| - D2 Néerlandaise - Champion : 2018 | - Ligue 1 - Champion : 2020 - Vice-champion: 2021 - Coupe de France - Vainqueur : 2020 et 2021 - Coupe de la Ligue - Vainqueur : 2020 - Trophée des champions - Vainqueur : 2020 | - Ligue Europa - Vainqueur : 2024 - Coupe d'Italie - Finaliste : 2024 |